# Paul Wellstone
Paul David Wellstone, né le 21 juillet 1944 à Washington (district de Columbia), est un homme politique américain, membre du Minnesota Democratic-Farmer-Labor Party et sénateur des États-Unis pour le Minnesota. Il est mort dans un accident d'avion privé Beechcraft King Air avec 7 autres personnes le 25 octobre 2002 près d'Eveleth.